# Kapitan Nemo (wokalista)
Kapitan Nemo, właśc. Bogdan Tadeusz Gajkowski (ur. 4 maja 1950 w Warszawie) – polski wokalista i kompozytor.

## Kariera
Studiował filologię angielską na Uniwersytecie Warszawskim. Zadebiutował singlem zawierającym piosenki „Dzieci muzyki” i „Będzie niedziela”, jeszcze pod swoim nazwiskiem. Po jego wydaniu zajął się prowadzeniem zespołu Magiczna Maszyna, pierwszego w Polsce wykonującego muzykę soul. W 1981 roku skomponował utwory „Brylanty” i „Nic naprawdę” na płytę Układy Izabeli Trojanowskiej. Oba nagrania stały się później przebojami.
Już jako Kapitan Nemo wydał singel „Elektroniczna cywilizacja”/„Po co mówić o tym?” w 1983 roku. Nagranie „Elektroniczna cywilizacja” stało się dużym przebojem, docierając do szczytu listy przebojów Programu I Polskiego Radia. Na kolejnym singlu, wydanym rok później, znalazły się piosenki „Słodkie słowo” i „S.O.S. dla planety”. Nagrywane przez Kapitana Nemo piosenki utrzymane były w modnej wówczas na zachodnim rynku stylistyce synth pop, a sam artysta został uznany za prekursora nurtu new romantic w Polsce. Rok 1984 przyniósł największy sukces w jego karierze, kiedy to na wspólnym singlu ukazały się kompozycje „Zimne kino” i „Twoja Lorelei”. Utwory te stały się wielkimi przebojami, zwłaszcza „Twoja Lorelei”, będący sztandarową pozycją w repertuarze Kapitana Nemo.
W 1986 roku nakładem Tonpressu ukazała się pierwsza długogrająca płyta wokalisty, zatytułowana Kapitan Nemo, promowana singlową piosenką „Bar Paradise”. Znalazły się na niej też takie przeboje jak „Wideonarkomania” i „Samotność jest jak bliski brzeg”. Trzy lata później na rynku ukazał się krążek Jeszcze tylko chwila, przyjęty pozytywnie, jak poprzedni, a także jego angielska wersja, In a Little While. Obie płyty wydała wytwórnia Polskie Nagrania „Muza”. Na listach przebojów popularnością cieszyły się wówczas nagrania „Idę wciąż do ciebie” i „Jeszcze tylko chwila”. W 1992 piosenkarz przerwał pracę sceniczną, poświęcając się pisaniu muzyki ilustracyjnej do filmów i reklam. Jedynie w drugiej połowie lat 90. przypomniał o sobie nową piosenką „Jacy delikatni”, a na rynku pojawiła się kompilacja The Best of Kapitan Nemo.
Powrót Kapitana Nemo na scenę nastąpił w roku 2002, kiedy to wydał płytę Wyobraźnia, promowaną singlami „Na co czekasz” i „Zabierasz moje sny”. W przeciwieństwie do muzyki, jaką nagrywał w latach 80., materiał z tego albumu utrzymany był w stylistyce pop-rockowej. Wydawnictwo otrzymało przychylne recenzje. W roku 2005 ukazała się kolejna kompilacja przebojów, a dwa lata później, z okazji 25-lecia działalności artystycznej, Kapitan Nemo wyruszył w trasę koncertową.
W 2014 roku ukazała się płyta z serii „Złota Kolekcja” pt. Kapitan Nemo – Twoja Lorelei.

## Dyskografia

### Albumy
- 1986: Kapitan Nemo
- 1989: Jeszcze tylko chwila
- 1989: In a Little While
- 1992: The Best of Kapitan Nemo
- 2002: Wyobraźnia
- 2005: The Best – Cywilizacja
- 2014: Złota kolekcja: Twoja Lorelei

### Single
- 1982: „Elektroniczna cywilizacja” / „Po co mówić o tym?”
- 1983: „Słodkie słowo” / „SOS dla planety”
- 1984: „Zimne kino” / „Twoja Lorelei”
- 1985: „Bar Paradise” / „Wynurzenie”
- 2002: „Na co czekasz”
- 2002: „Zabierasz moje sny”
- 2023: „Rycerz”[8]

## Pozycje na listach przebojów
| Rok  | Tytuł                             | PR I | LP3 |
| ---- | --------------------------------- | ---- | --- |
| 1982 | „Elektroniczna cywilizacja”       | 1    | 16  |
| 1983 | „Po co mówić o tym?”              | 2    | –   |
| 1983 | „S.O.S. dla planety”              | 9    | –   |
| 1984 | „Zimne kino”                      | 2    | 12  |
| 1984 | „Twoja Lorelei”                   | 3    | 8   |
| 1985 | „Samotność jest jak bliski brzeg” | –    | 14  |
| 1986 | „Videonarkomania”                 | –    | 35  |
| 1986 | „Kompromitacja”                   | –    | 27  |
| 1987 | „Najbliższy czas”                 | –    | 21  |
| 1987 | „Kurs tańca”                      | –    | 36  |
| 1988 | „Idę wciąż do ciebie”             | –    | 29  |
| 1989 | „Jeszcze tylko chwila”            | –    | 36  |